# Park Narodowy Cueva de la Quebrada del Toro
Park Narodowy Cueva de la Quebrada del Toro (hiszp. Parque nacional Cueva de la Quebrada del Toro) – park narodowy w północnej części Wenezueli, w stanie Falcón. Został utworzony 21 maja 1969 roku i zajmuje obszar 48,85 km².

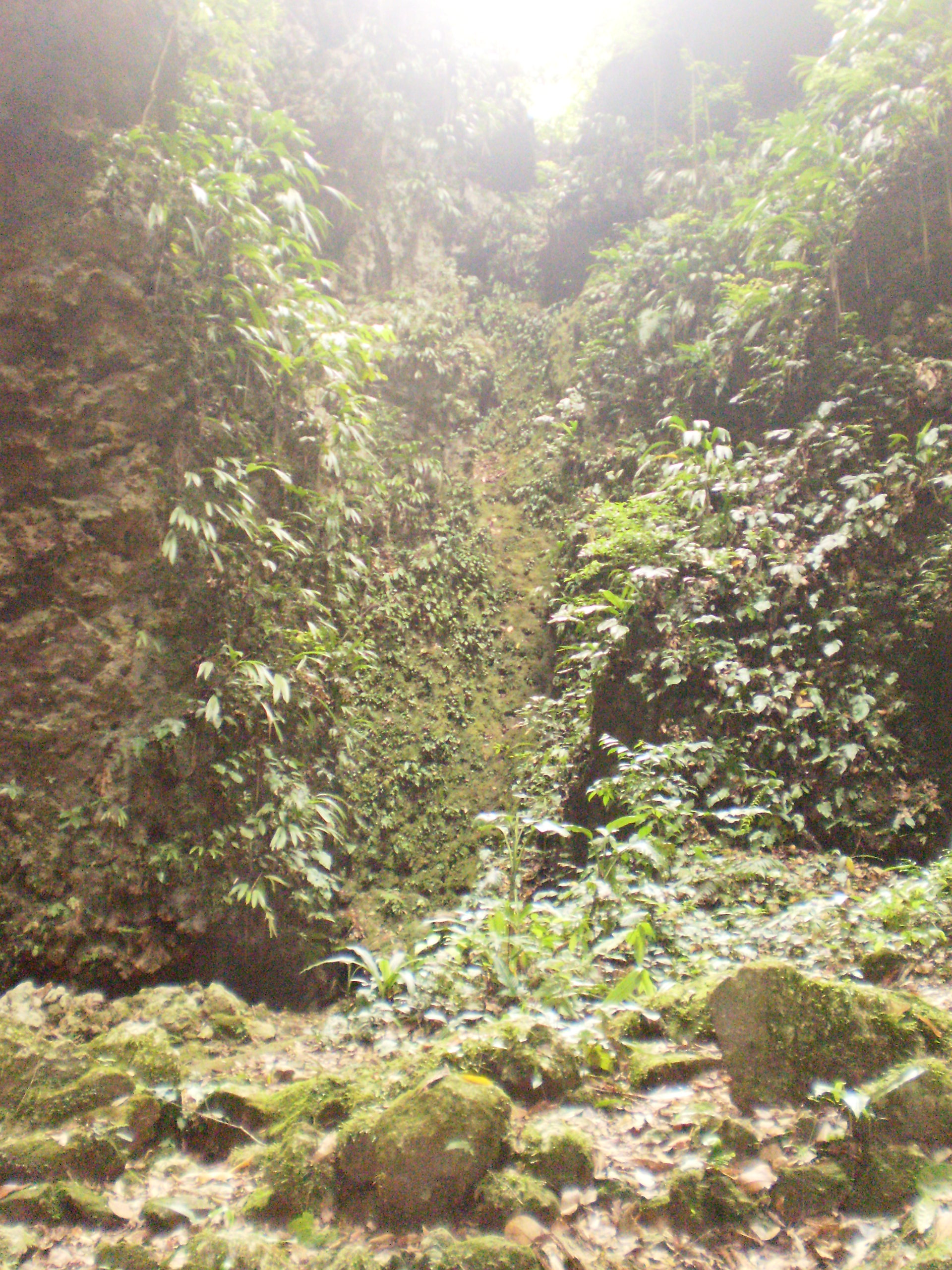
Okolice jaskini

## Opis
Park powstał w celu ochrony jaskini Quebrada del Toro oraz jej okolic. Znajduje się w paśmie górskim Sierra de Falcón na wysokościach nie przekraczających 1120 m n.p.m. Jaskinia ma długość 1602 m i przepływa przez nią rzeka Toro (dopływ rzeki Tocuyo) tworząc duże podziemne jezioro. W jaskini występują liczne stalaktyty i stalagmity. Można ją zwiedzać pływając łódką po rzece i jeziorze. Okolice jaskini pokrywa wilgotny las równikowy.
Temperatury w parku wahają się od +18 °C do +24 °C, a średnie roczne opady od 1100 do 2200 mm.

## Flora
W okolicach jaskini rosną m.in.: łoskotnica pękająca, puchowiec pięciopręcikowy, Bursera simaruba, Persea caerulea, Brownea grandiceps oraz rośliny z rodzajów koralodrzew, figowiec, rojstona. Wśród paproci dominują gatunki z rodzajów zachylnik, Adiantum i Microgramma. Z epifitów występują tu m.in.: rośliny z rodzin bromeliowate i storczykowate.

## Fauna
Gady występujące w parku to m.in.: żararaka lancetowata, Bothrops venezuelensis, boa dusiciel, Leptodeira annulata i legwan zielony.
Ptaki to narażony na wyginięcie (VU) czubacz hełmiasty, a także m.in.: czubacz żółtoguzy, ara ararauna, gołębik białosterny, kacykowiec żółtosterny, tangarka niebieska i dzwonnik brodaty. Jaskinię zamieszkują tłuszczaki.  
Ssaki tu żyjące to narażony na wyginięcie (VU) tapir amerykański, a także m.in.: pancernik dziewięciopaskowy, szop krabożerny, wyjec rudy, ocelot wielki, paka nizinna i wydrak długoogonowy.